# Slag bij Colle
De Slag bij Colle vond plaats op 16 en 17 juni 1269 nabij Colle di Val d'Elsa tussen de Ghibellijnse troepen van Siena en de Welfen onder leiding van Karel van Anjou, gesteund door Florence.

## Context
Het stadje Colle bevond zich in het kamp van de Welfen, ondanks de verpletterende overwinning van de Ghibellijnen van Siena op de Welfen van Florence in de Slag bij Montaperti, een kleine tien jaar eerder in 1260.
Op 27 augustus 1268 versloeg Karel van Anjou, die paus Clemens IV te hulp kwam, de Ghibellijnen in de omgeving van Rome. Maar die gaven het niet op en namen het kasteel van Ulignano in tussen Colle en San Gimignano.

## Verloop
In juni 1269 bezette een legertje uit Siena een deel van Colle, nabij de abdij van Spugna. Colle riep de hulp in van Florence.
Ook troepen van Karel van Anjou arriveerden in Colle om het stadje te ontzetten. Als ook nog de Florentijnse troepen zich aankondigden, trokken de belegeraars zich terug op een heuvel bij San Marziale. Zij werden omsingeld en verslagen.